# Seedrache
Der Seedrache (Phyllopteryx taeniolatus) oder Kleine Fetzenfisch gehört zu den Seenadeln (Syngnathidae). Bis zur Entdeckung von Phyllopteryx dewysea als neue Art im Jahr 2015 galt er als einzige Art der Gattung Phyllopteryx.

## Verbreitung
Sein  Verbreitungsgebiet beschränkt sich ausschließlich auf die Seegras- und Tangwiesen der südaustralischen Küste, von der Region um Sydney, über Tasmanien bis nach Perth.

## Merkmale
Aneinandergereihte Knochenplatten verleihen dem zerbrechlich wirkenden Körper Robustheit. Als Antriebsorgane dienen die Brust- und Rückenflossen, mit denen sich der Seedrache beinahe schwerelos vorwärts und rückwärts sowie auf und ab bewegen kann. Er besitzt zahlreiche Körperfortsätze, die aus Hautlappen bestehen, und bis ins Detail den Verästelungen der Tangbüschel nachgebildet sind (wiss. Name: (gr.) phyllon Blatt, pteryx Feder, (lat.) taeniolatus mit kleinen Bändern). Die bräunlichgelbe Färbung und die Musterung der Haut verstärken die Tarnung in den Seegras- und Tangwiesen zusätzlich. Der Seedrache erreicht eine Gesamtlänge von etwa 46 Zentimetern.

## Verteidigungs- und Jagdstrategie
Durch ihre Körperform und Färbung erscheinen sie Räubern als vorbeitreibendes Algenbüschel. Gleichzeitig sind sie für den eigenen Beutefang gut getarnt. Unauffällig treiben Seedrachen zu einer Garnele, visieren die Beute an und saugen sie blitzschnell in die Mundöffnung am Ende des Röhrenmaules ein. Dieser Vorgang läuft so schnell ab, dass er mit bloßem Auge nur schwer wahrgenommen werden kann.

## Fortpflanzung
Wie auch bei allen anderen Seenadeln übernimmt das Männchen nach einer Balz die Eier vom Weibchen. Diese sind mit einer klebrigen Substanz umhüllt, damit sie sich am Körper anhaften können, und gleichzeitig bewirkt diese Substanz eine wuchernde Ausdehnung der Hautoberfläche. Diese Art der Brutpflege ermöglicht den Eiern eine optimale Entwicklung, eine genügende Sauerstoffzufuhr und ausreichend Schutz vor Fressfeinden.